# Премия женской литературы
Премия женской литературы (яп. 女流文学賞 Дзёрю: бунгаку сё:) — литературная премия Японии, учреждённая издательским домом «Тюокорон» и присуждавшаяся писательницам с 1961 по 2000 год. Была важнейшей из премий, ориентированных на поддержку женской литературы в Японии. В 1961 году сменила в этой ипостаси упразднённую Премию женщинам-литераторам, а с 2001 года сама была реорганизована и переименована в Премию «Тюокорон» за лучшее женское произведение.

## Лауреаты
- 1961: Кику Амино
- 1962: Инэко Сата и Харуми Сэтоути
- 1963: Яэко Ногами
- 1964: не присуждалась
- 1965: Фумико Энти
- 1966: Савако Ариёси и Таэко Коно
- 1967: Тайко Хирабаяси
- 1968: Мицуко Абэ
- 1969: Томиэ Охара и Фудзико Отани
- 1970: Тиё Уно
- 1971: Ёсико Сибаки
- 1972: Ая Кода
- 1973: Таэко Томиока
- 1974: Минако Оба
- 1975: Ёко Хагивара
- 1976: Такако Такахаси и Томико Мияо
- 1977: Хироко Такэниси и Юко Цусима
- 1978: Цунэко Накадзато и Айко Сато
- 1979: Аяко Соно
- 1980: Момоко Хироцу
- 1981: Митико Нагаи
- 1982: Кёко Хаяси
- 1983: Томоко Ёсида
- 1984: Митико Ямамото
- 1985: Соноко Сугимото
- 1986: Сэйко Танабэ
- 1988: Нанами Сионо и Миэко Канаи
- 1989: Риэ Ёсиюки
- 1990: Киёко Мурата и Сэцуко Цумура
- 1991: Эйми Ямада и Ацуко Суга
- 1992: Куниэ Ивахаси и Маюми Инаба
- 1993: Ацуко Андзай
- 1994: Риэко Мацуура
- 1995: Нобуко Такахаси
- 1996: Сумиэ Танака
- 1997: Айко Китахара
- 1998: Фумико Комэтани
- 1999: Ясуко Харада
- 2000: Хироми Каваками